# Eslamabad-e Gharb
Eslamabad-e Gharb (persiska: اسلام آبادغرب) är en stad i västra Iran. Den ligger i provinsen Kermanshah och har cirka 90 000 invånare. Staden är administrativt centrum för delprovinsen (shahrestan) Eslamabad-e Gharb.